# De donkere holen van Luna
De donkere holen van Luna (Engels: The black pits of Luna) is een kort verhaal uit 1951 van de Amerikaanse schrijver Robert A. Heinlein.  Het verhaal verschil voor het eerst in april 1948 in The Saturday Evening Post. Het verscheen in de Verenigde Staten in de bundels The green hills of Earth en The past through tomorrow.
In Nederland werd het uitgebracht in de bundels Sciencefictionverhalen 2 (Het Spectrum, 1964), Verhalen omnibus (Spectrum, 1967), Requiem en andere verhalen (Elsevier, 1979) en een herdruk daarvan (Golden Twin, 1993).  

## Het verhaal
Het verhaal is geschreven vanuit een kind en gaat over het gezin dat een trip onderneemt op het maanoppervlak. Vader en moeder bakkeleien over wie er wel en niet mee wil/mag en de kinderen maken onderling ook ruzie. Uiteindelijk gaat toch het gehele gezin. Het jongste kind, door moeder "Ventje-lief" genoemd en door de oudere zoon/dochter "Mispunt", raakt bij het uitstapje zoek. Toch is de hoofdpersoon degene die zijn/haar broertje terugvindt, hij/zij vindt hem terug door te kijken waar hij/zijzelf naar toe zou zijn gekropen.